# Shiikh

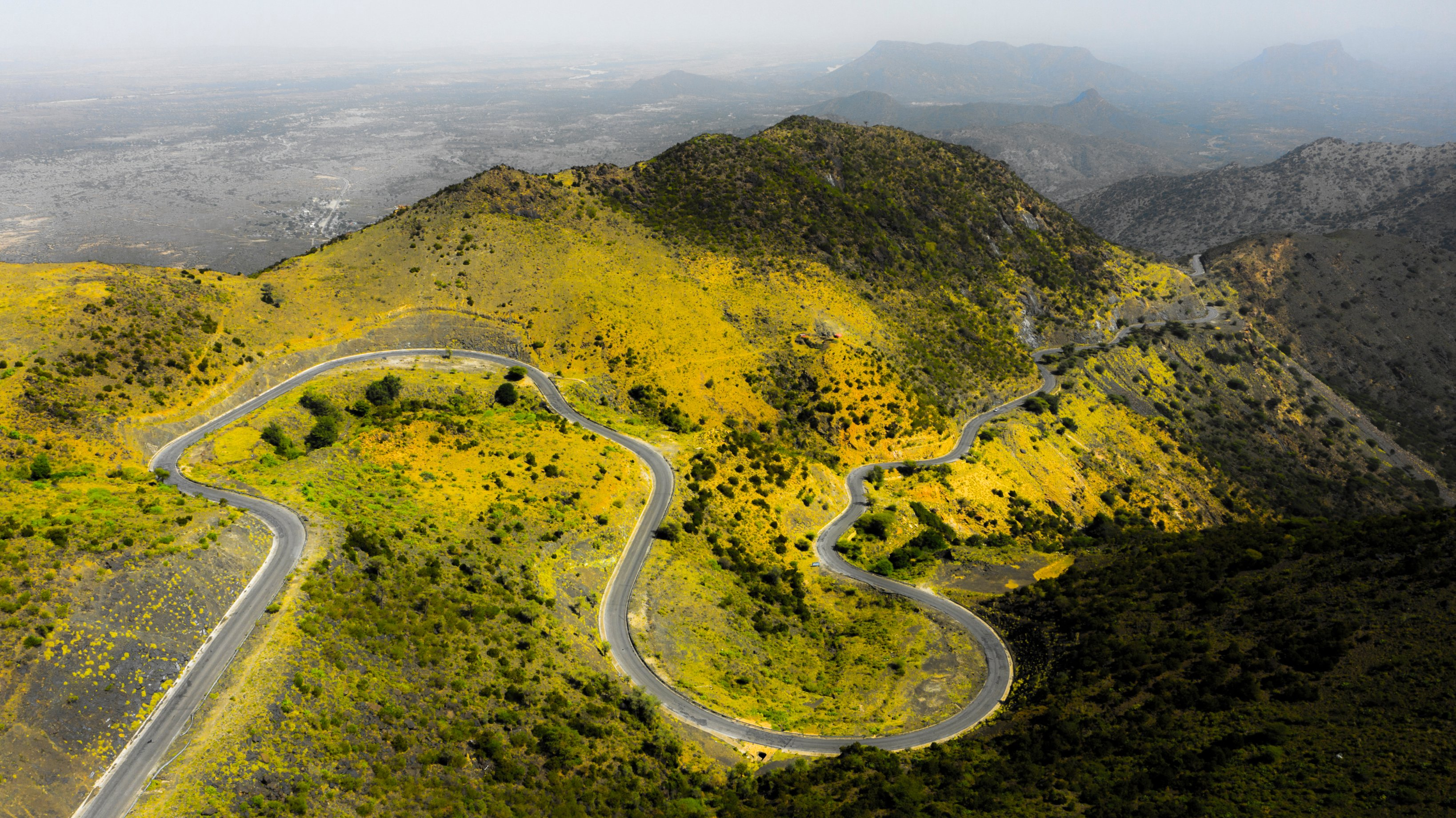
Shiikh

Shiikh (alternativa stavningar: Sheekh, Shiekh, Shiik) är en stad mellan Burao och Berbera i Somaliland. Den har någonting över 20.000 i befolkning. Den var tidigare en del av Togdheer men numera är den en del av Saaxil.